# Фредерік Аск
Фредерік Аск (норв. Fredrik Ask; нар. 5 вересня 1990) — колишній норвезький тенісист.
Найвищу одиночну позицію світового рейтингу — 1251 місце досяг 18 жовтня 2010, парну — 800 місце — 23 жовтня 2017 року.
Здобув 1 парний титул туру ITF.

## Career Фінали

### Парний розряд (1-1)
| Легенда               |
| --------------------- |
| Великий Шлем (0)      |
| Серія Мастерс ATP (0) |
| Тур ATP (0)           |
| Челленджери (0)       |
| ITF Ф'ючерс (1–1)     |

| Результат | Дата | Турнір        | Покриття | Партнер         | Суперник                     | Рахунок        |
| --------- | ---- | ------------- | -------- | --------------- | ---------------------------- | -------------- |
| Перемога  | 1985 | Нікосія, Кіпр | Тверде   | Омар Сальман    | Паскаль Бруннер Лукас Мідлер | 4–6, 7–5, 10–8 |
| Поразка   | 1986 | Гдиня, Польща | Ґрунт    | Андре Ґоранссон | Боріс Аріас Нік Чаппелл      | 1–6, 1–6       |